# 山県市立富岡小学校
山県市立富岡小学校（やまがたしりつ とみおかしょうがっこう）は、岐阜県山県市にある公立の小学校。

## 沿革
- 1873年（明治6年） - 育文舎が開校。西深瀬村、東深瀬村の児童が通学する。
- 1875年（明治8年） - 高深学校に改称する。西深瀬村、東深瀬村、高木村の児童が通学する。
- 1886年（明治19年） - 高深学校が廃校となる。西深瀬村、東深瀬村の児童は伊佐美簡易科小学校（現・山県市立桜尾小学校）、高木村の児童は高富尋常小学校（現・山県市立高富小学校）への通学となる。
- 1893年（明治27年） - 深瀬尋常小学校が開校。西深瀬村、東深瀬村、高木村の児童が通学する。
- 1897年（明治30年）4月1日 - 西深瀬村、東深瀬村、高木村が合併し、富岡村が発足。
- 1898年（明治31年） - 富岡尋常小学校に改称する。
- 1910年（明治43年） - 富岡尋常高等小学校に改称する。
- 1941年（昭和16年） - 富岡国民学校に改称する。
- 1947年（昭和22年） - 富岡村立富岡小学校に改称する。
- 1955年（昭和30年）4月1日 - 高富町、富岡村、梅原村、桜尾村、大桑村が合併し、改めて高富町が発足。同時に高富町立富岡小学校に改称する。
- 1964年（昭和39年） - 新校舎（鉄筋コンクリート造）が完成。
- 2003年（平成15年） - 高富町、伊自良村、美山町が合併し、山県市が発足。同時に山県市立富岡小学校に改称する。

## 通学区域[1]
- 西深瀬
- 東深瀬
- 高木

## 進学先中学校
- 高富中学校

## 主な出身者
- 井川翔 - プロ野球選手